# Ервін Цайдлер фон Герц
Барон Ервін Цайдлер фон Герц, уроджений Ервін Цайдлер (нім. Erwin Freiherr Zeidler von Görz; 8 лютого 1865, Відень — 3 січня 1945, Філлах) — австрійський воєначальник, генерал піхоти запасу вермахту.

## Біографія
Син професора. Закінчив Терезіанську академію. 18 серпня 1885 року поступив на службу в інженерні частини. З 1 листопада 1888 року — начальник інженерних частин військового командування Цара. З 1 листопада 1894 року — командир інженерного корпусу Катарро і керівник укріплень Кобіла-Геге. В 1897-99 роках — командир 5-ї інженерної роти в Трінт. В 1900 році керував будівництва артилерійських укріплень на Монте-Бріоне, після чого до 1905 року служив у 13-му корпусі, був викладачем місцевої офіцерської школи. З 1904 року — командир інженерних частин Петервардайна. В 1907-10 роках — викладач вищих інженерних курсів. З 1910 року — командир інженерних частин Требинє. В 1912-14 роках — командир фортифікаційних споруд Сараєво.
З 1 травня 1914 року — командир об'єднаної 7-ї піхотної дивізії, з жовтня 1914 року — 16-ї гірської бригади, з грудня 1914 по лютий 1915 року — 48-ї піхотної дивізії в Сараєво. В травні 1915 року переведений на італійський фронт і призначений командиром 58-ї піхотної дивізії. В червні 1918 року очолив 23-й армійський корпус. 1 січня 1919 року вийшов у відставку.

## Звання
- Лейтенант (18 серпня 1885)
- Обер-лейтенант (1 листопада 1888)
- Гауптман (1 листопада 1894)
- Майор (1 травня 1901)
- Оберст-лейтенант (1 листопада 1905)
- Оберст (1 листопада 1909)
- Генерал-майор (23 травня 1914)
- Фельдмаршал-лейтенант (24 травня 1917)
- Генерал піхоти запасу (1940)

## Нагороди
- Ювілейна пам'ятна медаль 1898
- Ювілейний хрест (1908)

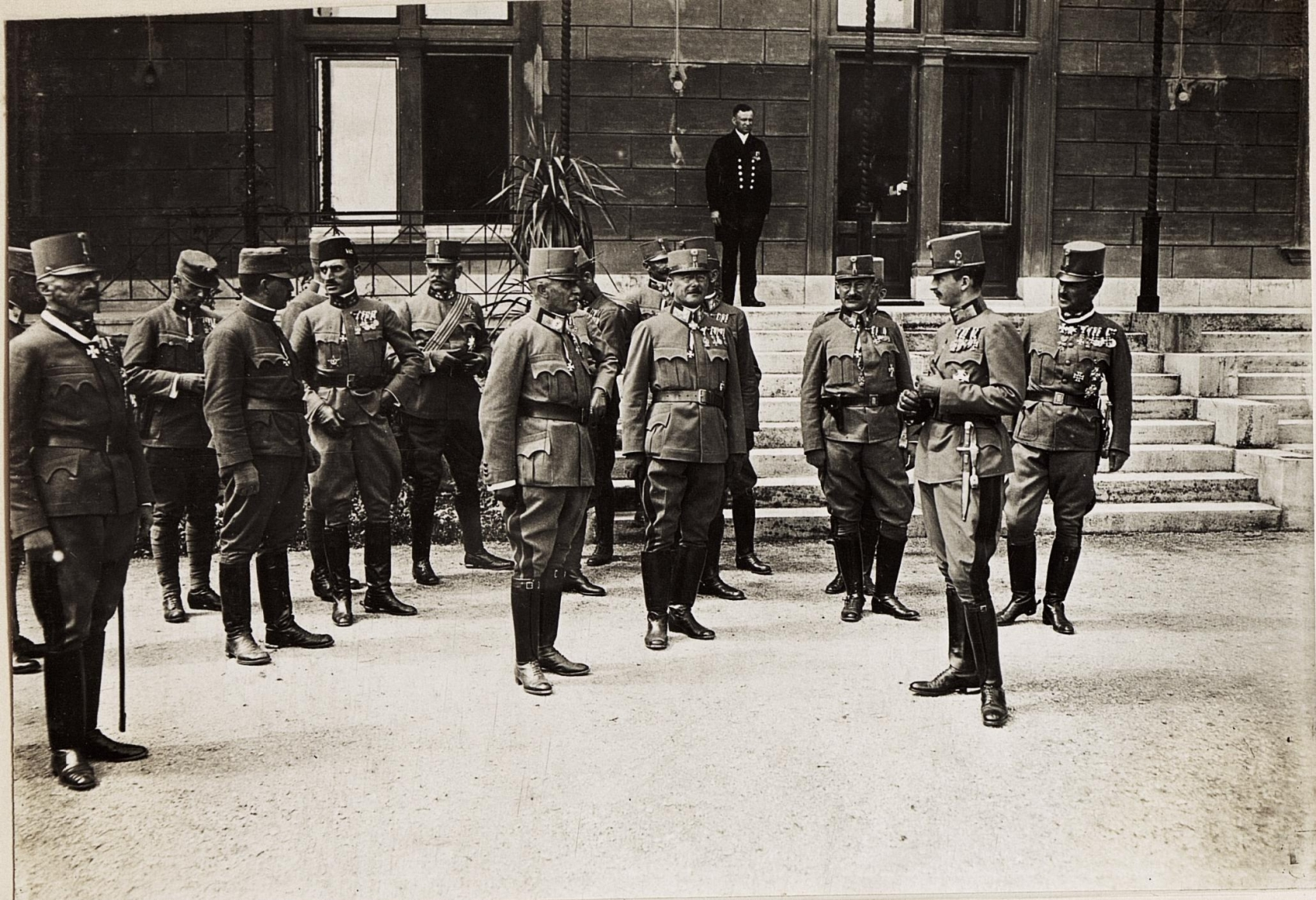
Нагородження Військовим орденом Марії Терезії (17 серпня 1917).

- Медаль «За військові заслуги» (Австро-Угорщина)
  - бронзова
  - бронзова з мечами
  - срібна з мечами
- Хрест «За вислугу років» (Австрія) 2-го класу (40 років)
- Орден Франца Йосифа, лицарський хрест
- Хрест «За військові заслуги» (Австро-Угорщина) 2-го класу з військовою відзнакою
- Орден Залізної Корони 1-го класу з військовою відзнакою
- Почесний знак Австрійського Червоного Хреста, офіцерський хрест з військовою відзнакою
- Орден Леопольда (Австрія), командорський хрест з військовою відзнакою і мечами
- 11 грудня 1916 року імператор Карл I підписав указ про присвоєння Цайдлеру аристократичного титулу «Едлер фон Герц» за заслуги із захисту плацдарму Герц. Відповідний диплом вручений 3 жовтня 1917 року у Відні.
- Військовий орден Марії Терезії, лицарський хрест (17 травня 1917) — разом із орденом одержав спадковий баронський титул.
- Військовий Хрест Карла
- Пам'ятна військова медаль (Австрія) з мечами
- Почесний хрест ветерана війни з мечами

## Вшанування пам'яті
- У Філлаху є вулиця Цайдлера фон Герца (нім. Zeidler-von-Görz-Straße).